# Disco cosmique
Genres dérivés
Space disco, hi-NRG, Italo house
En musique, les termes de disco cosmique, afro/cosmic disco,, the cosmic sound, free-style sound, et leurs combinaisons (Afro, cosmic Afro, Afro-cosmic, Afro-freestyle, etc., ainsi que Afro-funky et plus tard Afro house), sont utilisés de manière quelque peu interchangeable pour décrire diverses formes de musique de danse à forte teneur en synthétiseurs et/ou influencée par l'Afrique, ainsi que des méthodes de DJing qui ont été initialement développées et promues par un petit nombre de DJ dans certaines discothèques du nord de l'Italie entre la fin des années 1970 et le milieu des années 1980. Les termes slow-motion disco et Elettronica Meccanica sont également associés au genre. Les DJ italiens Tosi Brandi Claudio et Daniele Baldelli affirment tous deux avoir inventé le genre et le style de mixage.

## Étymologie
« Cosmique », « cosmic disco » ou « the cosmic sound » dérivent de Cosmic Club, faisant référence au son de ce lieu. En tant que tel, le terme est principalement associé à Baldelli, qui en revendique l'invention.
Afro est le terme utilisé par Loda pour 1. ses sélections de genres disco, soul, funk et jazz fusion influencés par l'Afrique ; 2. ses sélections de musique de danse alternative et expérimentale qui constituaient généralement la première heure de ses sets ; 3. son style de mixage général ; et 4. une série de ses mixtapes datant de 1982 à 1984. Dans des interviews récentes, il a laissé entendre qu'il préférait le terme « freestyle » à Afro, et il fait une distinction entre cosmic et son style, affirmant que la musique cosmic est le son des prétendants du milieu des années 1980 et plus tard, qu'il s'agit d'une appellation erronée qui n'est populaire qu'en dehors de l'Italie et qu'il ne s'agit même pas d'un véritable genre,.

## Caractéristiques
Le style de mixage afro/cosmique est libre en ce sens qu'il permet de courtes transformations de style hip-hop ainsi que de longues séquences rythmées ; il incorpore parfois des percussions et des effets ajoutés ; et il permet d'ajouter des éléments de musique. Il incorpore parfois des percussions et des effets supplémentaires,. Baldelli jouait également des disques 45 tours à 33 tours et vice versa. Le son cosmique comprenait une gamme très variée de styles musicaux, de l'electro au funk en passant par le jazz fusion et la musique brésilienne. Peter Shapiro décrit la musique de Daniele Baldelli comme une « combinaison de space rock et de percussions tribales »,. Un genre qui ne faisait généralement pas partie de ce mélange était l'Italo disco, que Daniele Baldelli jugeait généralement trop grand public et trop commercial. Dans un article de 2005 sur Daniele Baldelli, l'un des DJ fondateurs du style, Daniel Wang, journaliste musical, décrit le style de Baldelli comme 
« psychédélique, barattant, hypnotique ».